# Iztapa
Iztapa è un comune del Guatemala facente parte del dipartimento di Escuintla.